# Ceratophallus socotrensis
Ceratophallus socotrensis es una especie de molusco gasterópodo de la familia Planorbidae en el orden de los Basommatophora.

## Distribución geográfica
Es endémica de Socotra.